# Marco Ricci (Leichtathlet)
Marco Ricci (* 7. November 2001 in Velletri) ist ein italienischer Leichtathlet, der sich auf den Sprint spezialisiert hat.

## Sportliche Laufbahn
Erste internationale Erfahrungen sammelte Marco Ricci im Jahr 2022, als er bei den U23-Mittelmeer-Meisterschaften in Pescara in 10,36 s die Goldmedaille im 100-Meter-Lauf gewann und auch mit der italienischen 4-mal-100-Meter-Staffel in 39,57 s siegte. Im Jahr darauf wurde er mit der Staffel bei der 1. Liga der Team-Europameisterschaft im Zuge der Europaspiele in Chorzów in 38,47 s Zweiter und sicherte sich damit ligenübergreifend die Silbermedaille hinter dem deutschen Team. Anschließend belegte er bei den U23-Europameisterschaften in Espoo in 20,96 s den vierten Platz im 200-Meter-Lauf und siegte mit der Staffel in 38,92 s. 

## Persönliche Bestzeiten
- 100 Meter: 10,30 s (+1,9 m/s), 6. August 2022 in Vicenza
  - 60 Meter (Halle): 6,70 s, 19. Februar 2023 in Ancona
- 200 Meter: 20,55 s (+0,9 m/s), 27. Mai 2023 in Grosseto